# Людина економічна

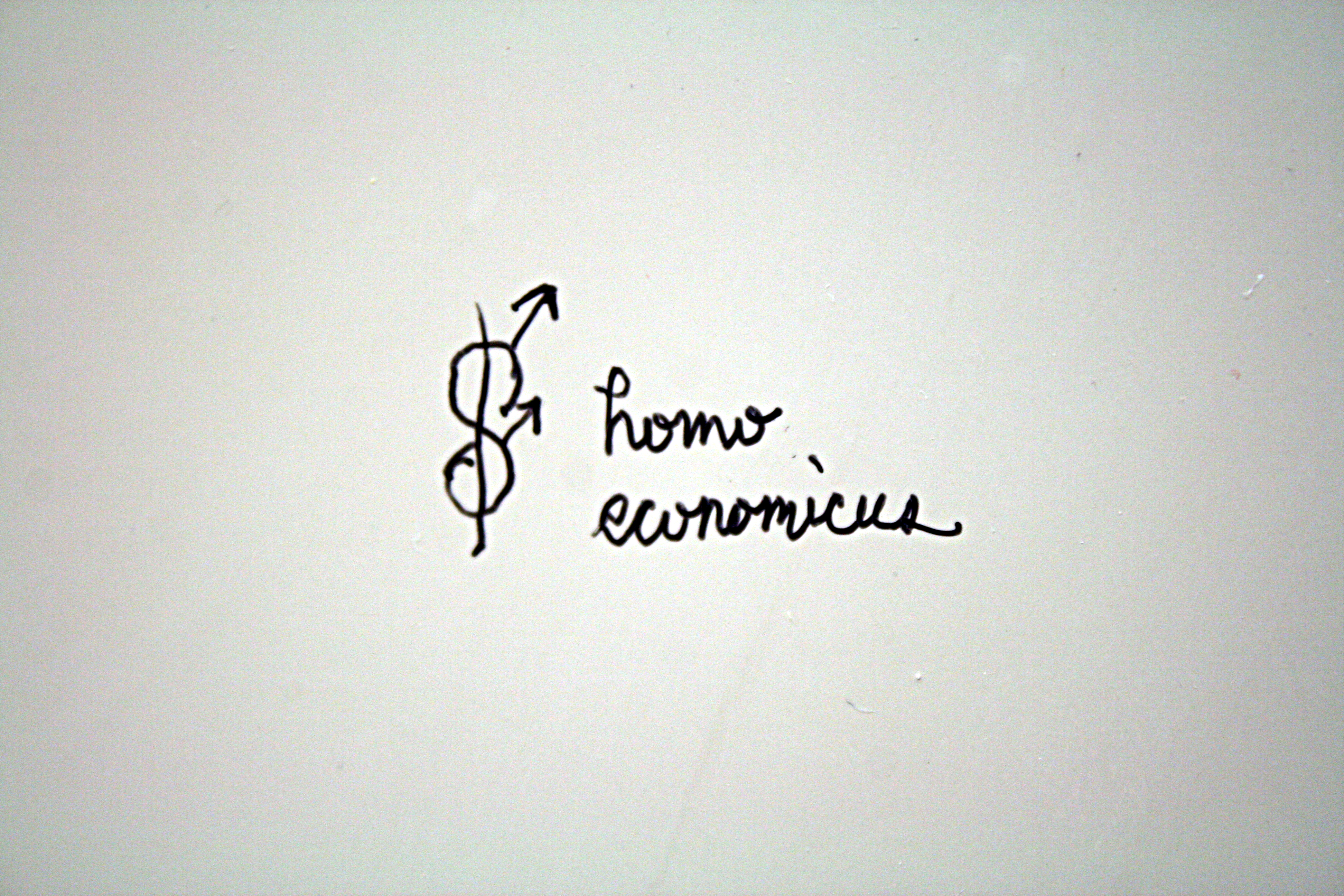

Люди́на економі́чна (лат. Homo Oeconomicus) або економічна людина — концепція людей в деяких економічних теоріях як повністю раціональних і вузько корисливих діячів, які мають здатність виносити судження стосовно своїх суб'єктивно визначених цілей.
Ця теорія різко відрізняється від концепції Людина взаємна (Homo reciprocans), яка стверджує, що людина в першу чергу мотивована бажанням співпрацювати та поліпшувати своє середовище, а також від людини діючої (Homo agens) — концепції праксеології, розробленої економістом Австрійської школи Людвігом фон Мізесом.

## Походження терміна
Термін «людина економічна» вперше був використаний наприкінці ХІХ століття критиками роботи Джона Стюарта Мілля про політичну економію. Нижче представлений уривок із роботи Мілля, який згадували критики: «[Політична економія] не ставиться до всієї природи людини як до модифікованого соціального становища, а також до усієї поведінки людини у суспільстві. Вона ставиться до нього виключно як до істоти, яка бажає володіти багатством і яка здатна досягати цієї мети, аналізуючи порівняльну ефективність засобів її досягнення».
Пізніше в тій же ж роботі Мілль заявив, що пропонує «довільне визначення людини як істоти, яка неминуче робить те, завдяки чому може отримати найбільшу кількість необхідного, зручності та розкоші, з найменшою кількістю праці та фізичної самозречення, за допомогою яких їх можна отримати».
Адам Сміт у «Теорії моральних почуттів» стверджував, що люди співчувають добробуту інших. З іншого боку, у «Багатстві націй» Сміт писав: «Ми сподіваємося отримати свій обід не тому, що продавці та виробники м'яса, пива і хліба доброзичливі до нас, а тому, що вони дбають про власну вигоду... Кожен індивід постійно докладає зусиль до того, щоб відшукати найвигідніше застосування своєму капіталу...»
Цей коментар тепер описує того самого раціонального, зацікавленого у власній вигоді працівника, який бажає поменше працювати, якого запропонував Мілль.
Економісти наприкінці 19 століття — такі як Френсіс Еджуорт, Вільям Стенлі Джевонс, Леон Вальрас та Вільфредо Парето — будували математичні моделі на цих економічних припущеннях. У 20 столітті теорія раціонального вибору Ліонеля Роббінса стала домінувати у мейнстрімній економіці (mainstream economics). Термін «людина економічна» тоді набув більш конкретного значення: людина, яка раціонально діяла на повному знанні з власного інтересу та прагнення до багатства.

## Критика концепції
Австрійська економічна школа протиставляє людині економічній людину діючу — homo agens — творчого підпримця. 

### Людвіг фон Мізес[2]
|                                                         | Основна шкода … полягає у віддаленні економічної теорії від аналізу реальності. Більшість епігонів економістів-класиків бачили задачу економічної науки у вивченні не подій, які дійсно відбуваються, а лише тих сил, які деяким, не зовсім зрозумілим чином, визначили виникнення реальних подій. За їхньою думкою, економічна наука не ставить насправді за мету пояснити процес формування ринкових цін, а намагається описувати невизначену взаємодію різноманітних факторів, які відіграють роль у ціноутворенні. По суті, вона вивчає не живих людей, а так звану „людину економічну“, фантома, який має дуже мало спільного з реальними людьми |
| — Людвіг фон Мізес, «Первинні основи економічної науки» | |

|                                         | Основна помилка історичної школи Wirtschaftlische Staatswissenschaften в Німеччині і інституціоналізму в Америці полягає в інтерпретації економічної науки як опису поведінки ідеального типу homo oeconomicus. Відповідно до цієї теорії традиційна, або ортодоксальна, економічна наука вивчає не реальну поведінку людини, а абстрактні і гіпотетичні образи. Вона описує істоту, рухому виключно економічними мотивами, тобто одним прагненням отримати найбільшу речову або грошову вигоду. Така істота, кажуть критики, не має аналога в реальній дійсності; це фантом неправдивої кабінетної філософії. Жодна людина не схильна до виключної пристрасті стати якомога більш багатим, а деякі взагалі знаходяться поза впливом цього усередненого прагнення. Вивчаючи життя і історію, безглуздо звертатися по допомогу до цього примарного гомункулуса. |
| — Людвіг фон Мізес "Людська діяльність" | |